# Victor Hansen
Victor Georg Hansen (* 29. August 1889 in Kopenhagen; † 6. März 1974 ebenda) war ein dänischer Tennisspieler, Koleopterologe und Jurist.

## Leben
Hansen war Mitglied des Sportvereins B.93 Kopenhagen. Er nahm 1912 am Tenniswettbewerb der Olympischen Sommerspiele in Stockholm teil. Im Rasen-Einzel unterlag er zum Auftakt dem Ungarn Béla von Kehrling in vier Sätzen. Im Doppel trat er mit Leif Rovsing an und schied ebenfalls zum Auftakt aus. Sie unterlagen den Russen Alexander Alenizyn und Michail Sumarokow-Elston in vier Sätzen.
Von Beruf war Hansen Jurist, er beschäftigte sich aber auch mit Entomologie. Zwischen 1941 und 1959 war er als Richter am dänischen Gericht tätig. Er war zudem Vorsitzender des Schiedsgerichtes für Landwirtschaft, Bankwesen und Gesundheit sowie von 1934 bis 1960 Mitglied des Permanenten Schiedsgerichtes, dem er von 1950 bis 1960 auch vorsaß.
Ab dem Alter von 22 untersuchte Hansen in seiner Freizeit Käfer und schrieb mehrere Werke über sie. Seine erste Veröffentlichung behandelte die Scydmaeninae (1911). Er schrieb in seinem Leben 23 Teile der Serie Danmarks Fauna über Käfer und zahlreiche weitere Abhandlungen. Seine Sammlung wurde später an das zoologische Museum in Kopenhagen übergeben. 1950 wurden ihm die Ehrendoktorwürden der Universität Kopenhagen für seine Arbeit an Insekten zuerkannt.